# عقبات (الطويلة)

تعديل مصدري - تعديل

عقبات هي إحدى قرى عزلة بني الخياط بمديرية الطويلة التابعة لمحافظة المحويت، بلغ تعداد سكانها 666 نسمة حسب تعداد اليمن لعام 2004.